# Growlanser IV: Wayfarer of Time
Growlanser IV: Wayfarer of Time (グローランサーIV?, Gurōransā IV) è un videogioco di ruolo pubblicato per PlayStation 2. È stato sviluppato e pubblicato in Giappone dalla Atlus nel 2003. È il quarto capitolo di una serie di videogiochi composta di sei titoli ed iniziata con Growlanser.
Come tutti i giochi della serie, il character design è stato realizzato da Satoshi Urushihara, mentre la colonna sonora da Tomoyuki Hamada, con le sigle iniziali e finali cantate da Yuki Makishima.
Una conversione per PlayStation Portable è uscita il 18 agosto 2011 in Giappone ed il 31 luglio 2012 in Nord America.

## Trama
Quattro nazioni sono coinvolte in una guerra, e la gente ha dimenticato che erano sull'orlo della distruzione per mano degli angeli crudeli duemila anni prima. Ora, grazie alla guerra, gli angeli stanno di nuovo per scendere sulla Terra per punire l'umanità. Nel mezzo della guerra, un giovane di nome Crevaniel, cresciuto come un mercenario, vede un serafino malvagio volare nel cielo. Sapendo che è un segno che gli angeli stanno ritornando ad opprimere l'umanità, Crevaniel decide di sconfiggere gli angeli per il bene del mondo.